# Heraclides de Siracusa
Heraclides de Siracusa (Siracusa, ...-...)  fue un escritor griego antiguo.
Ateneo, en su elenco de escritores de gastronomía, cita dos autores de tratados culinarios con este nombre, junto con otros siciliotas, cuya cocina tenía gran renombre en la Antigua Grecia. A uno le atribuye un libro titulado Arte culinario. Uno de los dos Heraclides de Siracusa es mencionado también como autor de un escrito sobre las Instituciones.
Presumiblemente se trata de escritores del siglo IV a. C.